# Ordynacja mennicza
Ordynacja mennicza – państwowe, urzędowe ustalenie i ogłoszenie stopy menniczej i gatunków monet, ich kursów oraz wymienialności.